# Rue Marcel-Paul
La rue Marcel-Paul est une rue de Nantes, en France.

## Situation et accès
Située dans le quartier Malakoff - Saint-Donatien, cette artère, longue de 250 mètres, débute rue de l'Indre et se termine boulevard de l'Europe. Elle rencontre l'allée de l'Indre, coupe le mail Pablo-Picasso, puis rencontre la rue du Pré-Gauchet, l'allée de la Bouscarle-de-Cetti, le square Julien-François-Vaudouer et le boulevard de Berlin. Asphaltée, elle est ouverte à la circulation automobile.

## Origine du nom
La rue honore la mémoire du militant communiste et syndicaliste Marcel Paul, qui fut Ministre de la production industrielle dans le Gouvernement provisoire de la République française en 1945/1946.

## Historique
À la fin du XXe siècle, l'artère n'existait presque pas hormis l'actuel tronçon situé au sud du mail Pablo-Picasso. Le reste des terrains était alors occupé par des entrepôts.
Le nom de la rue est attribué par délibération du conseil municipal du 26 mars 1990.
Le projet de renouvellement urbain Malakoff Pré Gauchet, initié au début des années 2000, va reconfigurer l'environnement. La rue Marcel-Paul va alors être prolongée d'environ 300 mètres (150 mètres du sud au nord dans le prolongement de la section initiale, puis au-delà, 150 mètres par une section perpendiculaire orienté est/ouest débouchant rue de Cornulier). L'essentiel des terrains qui la bordent se couvre d'immeubles de bureaux et de logements avec cellules commerciales au rez-de-chaussée.
Le 9 février 2018, par une délibération du conseil municipal, la section perpendiculaire au tronçon principal est rebaptisée rue de Copenhague, donnant ainsi à la section restante de la rue Marcel-Paul un aspect rectiligne. Celle-ci est d'ailleurs destinée à être prolongée d'une centaine de mètres vers le nord afin qu'elle débouche sur le futur boulevard de l'Europe en traversant le boulevard de Berlin par l'intermédiaire d'un rond-point .

## Voies secondaires

### Rue de l'Indre
Voie rectiligne d'une longueur de 200 mètres, elle relie la rue du Cher à la rue Marcel-Paul. Baptisée à la suite d'une délibération du conseil municipal du 18 mars 1957.

### Square Julien-François-Vaudouer
Situé près de l'extrémité nord-est de rue, au milieu d'immeubles en construction, ce futur square aménagé autour de deux pins qui ont été conservés, est également desservi par les allées du Héron et du Colvert. Son nom a été adopté à la suite d'une délibération du conseil municipal du 9 février 2018 et rend hommage à Julien-François Vaudouer (1775-1851), apiculteur et naturaliste né et mort à Nantes, considéré comme le pionnier de l'entomologie nantaise.

## Coordonnées des lieux mentionnés
1. ↑  Rue de l'Indre : 47° 12′ 50″ N, 1° 32′ 09″ O
2. ↑  Julien-François-Vaudouer : 47° 12′ 57″ N, 1° 32′ 18″ O